# Tobipuranga auripes
Tobipuranga auripes är en skalbaggsart som först beskrevs av Bates 1870.  Tobipuranga auripes ingår i släktet Tobipuranga och familjen långhorningar. Inga underarter finns listade i Catalogue of Life.